# Santiago 2
Santiago 2 es el segundo capítulo de la Epístola de Santiago del Nuevo Testamento de la Biblia cristiana. El autor se identifica como "Santiago, un sirviente de Dios y del Señor Jesucristo". La epístola ha sido tradicionalmente atribuida a Santiago el Justo, escrita en Jerusalén entre 48 d. C. y 61 d. C.. En contra de esta tesis algunos especialistas argumentan que se trata de un escrito seudoepigráfico, posterior al año 61.

## Texto
El texto original se escribió en griego de Koiné. Este capítulo está dividido en 26 versículos.

### Atestiguaciones textuales
Algunos manuscritos tempranos que contienen el texto de este capítulo en griego son:
- Papiro 100 (siglo III tardío; versos extendidos 1-4; 9-17)[6]
- Códice Vaticanus (325-350)[6]
- Códice Sinaiticus (330-360)[6]
- Códice Alexandrinus (400-440)
- Códice Ephraemi Rescriptus (c. 450; extend: verso 1)
- Papiro 74 (siglo VII; completo)

Un manuscrito antiguo que contiene este capítulo en copto es el Papiro 6 (c. 350 d. C.; todos los versos).

## Contenido
- 1. Incoherencia de la acepción de personas. Versículos 1-13

La fe y las obras
- 2. La fe sin obras está muerta. Versículos 14-19
- 3. Testimonio de personajes bíblicos. Versículos 20-26.

### Incoherencia de la acepción de personas. Versículos 1-13
1-Hermanos míos, no intentéis conciliar la fe en nuestro Señor Jesucristo, glorioso, con la acepción de personas. 
2-Supongamos que entra en vuestra asamblea un hombre con anillo de oro y vestido espléndido, y entra también un pobre mal vestido. 
3-Y os fijáis en el que lleva el vestido espléndido y le decís: «Tú, siéntate aquí, en buen sitio»; y, en cambio, al pobre le decís: «Tú, quédate ahí», o «siéntate en el suelo, a mis pies». 
4-¿No estáis haciendo entonces distinciones entre vosotros y juzgando con criterios perversos?
............
11-Porque Aquel que dijo: No cometerás adulterio, dijo también: No matarás. Y si no cometes adulterio, pero matas, te has hecho transgresor de la Ley. 
12-Por tanto, hablad y obrad como quienes van a ser juzgados por la ley de la libertad. 
13-Porque quien no practica la misericordia tendrá un juicio sin misericordia. La misericordia, en cambio, prevalece frente al juicio.

#### Comentarios a los versículos 1-13
La carta destaca un problema grave entre los cristianos: la discriminación basada en el nivel social (vv. 1-4), algo incompatible con la fe que profesan. Este comportamiento contradecía la Ley de Moisés, que prohibía toda forma de parcialidad, y también iba en contra del mensaje del Evangelio (vv. 5-7). Jesucristo, en su enseñanza, rechazó las interpretaciones limitadas de la Ley, subrayando la igualdad de todas las personas ante Dios. La carta advierte que este tipo de actitud será juzgado con severidad por Dios (vv. 12-13) y recuerda la «preferencia de la Iglesia por los pobres». Asimismo, exhorta a los cristianos a comprometerse plenamente en la lucha por la justicia.

Las desigualdades inicuas y las opresiones de todo tipo que afectan hoy a millones de hombres y mujeres están en abierta contradicción con el Evangelio de Cristo y no pueden dejar tranquila la conciencia de ningún cristiano.

El fundamento se encuentra en la Sagrada Escritura: el amor al prójimo resume la Ley y los mandamientos. Jesucristo llevó este precepto a la plenitud (cfr Mt 22,39-40) y formuló el «mandamiento nuevo» (cfr Jn 13,34). Además, tanto en la Antigua Ley (vv. 10-11) como en la Nueva, 

...transgredir un mandamiento es quebrantar todos los otros. No se puede honrar a otro sin bendecir a Dios su Creador. No se podría adorar a Dios sin amar a todos los hombres, que son sus creaturas.

Y, como comenta Agustín de Hipona, 

...quien guardare toda la ley, si peca contra un mandamiento, se hace reo de todos, ya que obra contra la caridad, de la que pende la ley entera. Se hace, pues, reo de todos los preceptos cuando peca contra aquella de la que derivan todos.

### La fe sin obras está muerta. Versículos 14-19
14-¿De qué sirve, hermanos míos, que uno diga tener fe, si no tiene obras? ¿Acaso la fe podrá salvarle? 
15-Si un hermano o una hermana están desnudos y carecen del sustento cotidiano, 
16-y alguno de vosotros les dice: «Id en paz, calentaos y saciaos», pero no les dais lo necesario para el cuerpo, ¿de qué sirve? 
17-Así también la fe, si no va acompañada de obras, está realmente muerta. 
18-Pero alguno podrá decir: «Tú tienes fe, y yo tengo obras. Muéstrame tu fe sin obras, y yo por mis obras te mostraré la fe. 
19-¿Tú crees que hay un solo Dios? Haces bien; pero también los demonios lo creen, y se estremecen».

#### Comentario a los versículos 14-19
Se condensa aquí la idea central: Santiago afirma que la fe sin obras carece de valor y está muerta (vv. 14-19), ilustrándolo con ejemplos bíblicos (vv. 20-26). Por "obras" no se refiere a las obras de la Ley de Moisés, sino a acciones concretas que reflejan la fe viva. Con un razonamiento reiterativo, insiste en que «una fe sin obras no puede salvar», en perfecta sintonía con las palabras de Jesús: «No todo el que me dice: Señor, Señor, entrará en el Reino de los Cielos, sino el que hace la voluntad de mi Padre» (Mt 7,21). A través de una pregunta retórica (v. 14) y un ejemplo práctico (vv. 15-16), Santiago capta la atención para reforzar esta enseñanza (v. 17). Manteniendo un tono de diálogo al estilo de la diatriba grecorromana, presenta tres ejemplos de fe: 
- primero, la fe de los demonios, que es inútil y estéril (vv. 18-19);
- segundo, la fe de Abrahán, quien fue justificado por sus obras y es el modelo de los creyentes (vv. 20-23); y,
- tercero, la fe de Rahab, una pecadora salvada por sus acciones (vv. 24-25).

Concluye reiterando la idea clave: «la fe sin obras está muerta» (v. 26).

### Testimonio de personajes bíblicos. Versículos 20-26.
20-¿Quieres saber, hombre necio, cómo la fe sin obras es estéril? 
21-Abrahán, nuestro padre, ¿acaso no fue justificado por las obras, cuando ofreció a su hijo Isaac sobre el altar? 
22-¿Ves cómo la fe cooperaba con sus obras, y cómo la fe alcanzó su perfección por las obras? 
23-Y así se cumplió la Escritura que dice: Creyó Abrahán a Dios y le fue contado como justicia, y fue llamado amigo de Dios. 
24-Ya veis que el hombre queda justificado por las obras y no por la fe solamente. 
25-Del mismo modo Rahab, la meretriz, ¿no fue también justificada por las obras, cuando hospedó a los mensajeros y les hizo salir por otro camino? 
26-Porque como el cuerpo sin espíritu está muerto, así también la fe sin obras está muerta.

#### Comentarios a los versículos 20-26
Santiago, aludiendo a Génesis 15,6 —un pasaje también citado por Pablo para destacar la fe de Abraham— y al relato de Rahab (Josué 2,1-21; 6,17-25), subraya que la justificación a la que se refiere implica la perfección moral que surge de una fe vivificada por las obras. Esta perfección se alcanza mediante el ejercicio de las virtudes, tras haber recibido la gracia. Por su parte, Pablo (Romanos 4,1-25; Gálatas 3,6-9 enfatiza que la justificación consiste en la unión con Dios mediante la gracia, la c|ual actúa también a través de la caridad (cf. Gálatas 5,6). Ambos ejemplos bíblicos muestran que Dios llama a todos los hombres a la fe y que esta debe expresarse en una conducta recta y ejemplar. El Magisterio de la Iglesia, citando los versículos 22-24, enseña que la justificación recibida gratuitamente en el Bautismo se fortalece cuando el cristiano corresponde a la gracia, lo cual se refleja en la observancia de los mandamientos divinos y de la Iglesia.

Así, los justificados «crecen en la misma justicia, recibida por la gracia de Cristo, “cooperando la fe, con las buenas obras” (St 2,22), y se justifican más, conforme esta escrito: “El que es justo, justifíquese más” (Ap 22,11)»